# Rio Bran
O Rio Bran é um rio da Romênia afluente do Rio Neamţ, localizado no distrito de Neamţ.